# Merník
Merník es un municipio del distrito de Vranov nad Topľou en la región de Prešov, Eslovaquia, con una población estimada a final del año 2024 de 584 habitantes.
Se encuentra ubicado en el centro-sur de la región, cerca del río Topľa (cuenca hidrográfica del río Tisza) y de la frontera con la región de Košice.

## Demografía
| Año        | 1994 | 2004    | 2014    | 2024    |
| ---------- | ---- | ------- | ------- | ------- |
| Población  | 651  | 628     | 607     | 584     |
| Diferencia |      | −3,53 % | −3,34 % | −3,78 % |

| Año        | 2023 | 2024    |
| ---------- | ---- | ------- |
| Población  | 588  | 584     |
| Diferencia |      | −0,68 % |